# Neil Nitin Mukesh
Neil Nitin Mukesh Chand Mathur (Bombay, 15 januari 1982) is een Indiaas acteur die voornamelijk in Hinditalige films speelt.

## Biografie
Mukesh is de zoon van Bollywood-playbackzanger Nitin Mukesh, zijn grootvader is veteraanzanger Mukesh. Hij werd door Lata Mangeshkar vernoemd naar de Amerikaanse astronaut Neil Armstrong. 
Als kind speelde hij een rol in Vijay (1988) en Jaisi Karni Waisi Bharnii (1989) als respectievelijk de jongere versies van Rishi Kapoor en Govinda. Na zijn studie Handel te hebben afgerond volgde hij een vier maanden durende workshop aan het Kishore Namit Kapoor Acting Institute, waar hij training kreeg van acteur Anupam Kher. Hij maakte zijn acteerdebuut met Johnny Gaddaar (2007). Zijn eerste commerciële succes was met New York (2009), dat gebaseerd is op de aanslagen op 11 september 2001. Na een reeks slecht ontvangen films maakte hij zijn debuut in de Tamil filmindustrie met het zeer succesvolle Kaththi (2014). Zijn meest winstgevende films zijn onder meer Prem Ratan Dhan Payo (2015), Golmaal Again (2017) en Saaho (2019).
Naast zijn acteercarrière startte Mukesh in 2009 een NGO om behoeftige vrouwen te ondersteunen en te helpen door hen te voorzien van voedsel, onderdak en beroepsopleiding om in hun eigen onderhoud te voorzien. Het filantropische project is vernoemd naar zijn grootmoeder, Saral Devi Mathur. In 2012 sloot hij zich bij Volkswagen aan ter ondersteuning van een milieucampagne genaamd Think Blue, een initiatief om het bewustzijn van waterschaarste en andere dringende ecologische kwesties te vergroten.

## Filmografie
| Jaar | Film                      | Rol                     | Opmerking                             |
| ---- | ------------------------- | ----------------------- | ------------------------------------- |
| 1988 | Vijay                     | jonge Vikram            | als kind                              |
| 1989 | Jaisi Karni Waisi Bharnii | jonge Ravi Verma        | als kind                              |
| 2002 | Mujhse Dosti Karoge       |                         | regie assistent                       |
| 2007 | Johnny Gaddaar            | Vikram/ Johnny G        |                                       |
| 2009 | Aa Dekhen Zara            | Ray Acharya             | ook zanger "Aa Dekhen Zara"           |
| 2009 | New York                  | Omar                    |                                       |
| 2009 | Jail                      | Parag Dixit             | ook zanger "Saiyaan Ve" (Rock versie) |
| 2010 | Lafangey Parindey         | Nandan Kamthekar        |                                       |
| 2010 | Tera Kya Hoga Johnny      | Parvez                  |                                       |
| 2011 | 7 Khoon Maaf              | majoor Edwin Rodriques  |                                       |
| 2012 | Players                   | Spider                  |                                       |
| 2013 | David                     | David/ Iqbal            |                                       |
| 2013 | 3G                        | Sam                     |                                       |
| 2013 | Shortcut Romeo            | Sooraj                  |                                       |
| 2014 | Kaththi                   | Chirag                  | Tamil film                            |
| 2015 | Prem Ratan Dhan Payo      | Yuvraj Ajay Singh       |                                       |
| 2016 | Wazir                     | Wazir                   | gastoptreden                          |
| 2017 | Indu Sarkar               | Sanjay Gandhi           |                                       |
| 2017 | Golmaal Again             | Nikhil                  |                                       |
| 2018 | Ishqeria                  | Raghav                  |                                       |
| 2018 | Dassehra                  | Rudra Pratap Singh      |                                       |
| 2018 | Kavacham                  | Vikramaditya            | Telugu film                           |
| 2019 | Saaho                     | Jai/ Ashok Chakravarthy | Telugu film                           |
| 2019 | Bypass Road               | Vikram Kapoor           | ook schrijver en producent            |
| 2025 | Hisaab Barabar            | Micky Mehta             |                                       |